# Алазанская долина
Алаза́нская доли́на, также Алаза́нь-Агрича́йская равни́на (Алазань-Авторанская равнина; груз. ალაზნის ველი, азерб. Alazan-Həftəran vadisi, авар. Цӏор, цахур. Гал) — межгорная аккумулятивная долина в Грузии и Азербайджане вдоль южного подножия Большого Кавказа по рекам Алазани и Айричай. Длина 200—225 км, ширина от 20 до 40 км, высота над уровнем моря 200—450 м. 
В Грузии называется также Кахетинской равниной. Это один из основных районов грузинского виноделия, родина знаменитого вина Киндзмараули. Подробнее о местном виноделии см. статью Кахетия. Основные отрасли экономики — виноградарство и туризм. Крупные населённые пункты на территории Грузии: Кварели, Лагодехи, Цнори. Главные населённые пункты на территории Азербайджана: Балакен, Загатала, Гах.
В первые века нашей эры царство лпинов на реке Алазани было одним из важных христианских государств Кавказской Албании и Закавказья в целом: шах Йездигерд II удостоил этого царя таким же посланием, как царей армянского, иверского и албанского. Во время восстания 450—451 гг. войско лпинов помогало персам подавлять движение армян и албанцев. В Средние века эта территория соответствовала грузинской области Эрети. С XI века входила в Кахетинское царство. В результате вторжения Аббаса Великого в начале XVII века восточная часть долины подверглась исламизации.
Долина отличается значительным этническим и языковым многообразием. Помимо грузин и азербайджанцев здесь представлены аваро-цезы, ингилойцы, осетины, русские, цахуры, удины (село Зинобиани).